# Енергетик (Нефтекамський міський округ)
Енерге́тик (рос. Энергетик, башк. Энергетик) — село (в минулому смт) у складі Башкортостану, Росія. Входить до складу Нефтекамського міського округу.
У період 2004-2005 років село мало статус селища міського типу.